# رئيس بلدية تونس
رئيس بلدية تونس أو شيخ مدينة تونس هو رئيس المجلس البلدي لتونس العاصمة (الجمهورية التونسية). تدوم فترة ولاية رئيس بلدية تونس 5 سنوات، ويتم تعيينه من قبل رئيس الجمهورية التونسية، بينما يقع مقر عمله في قصر بلدية تونس.

## التاريخ

### إحداث المنصب
قبل 1858، كان يوجد منصب شيخ المدينة الذي كان يعينه باي تونس من بين الأعيان والبارزين في المنطقة، أساسا من عائلات كبار التجار أو من العلماء أو من ملاك الأراضي. الأمر العلي المؤرخ في 30 أغسطس 1858 أحدث بلدية الحاضرة (أي مدينة تونس) وأعطى إدارتها لمجلس مكون من 14 عضوا (رئيس ونائب له وإثني عشر عضوا من الأعيان) عينهم باي تونس محمد باي. النص المحدث لها أقر تجديد ثلث أعضاء المجلس كل سنة، وتم اختيار المغادرين في أول سنتين بالقرعة. يمكن كذلك تجديد عضويتهم مرة واحدة. من جهة أخرى، فإن أعضاء المجلس البلدي لتونس لا يتم تعيينهم من قبل السلطة المركزية بل يتم انتخابهم عبر نظام اقتراع دافعي الضرائب.

يجتمع المجلس على الأقل أربعة مرات سنويا، في أشهر صفر وجمادى الأولى وشعبان وذو القعدة. كل دورة تعقد لمدة شهر ويمكن تمديدها إذا استوجب الأمر. مداولاتها يجب أن تحضى بموافقة الباي، وتصدر قرارات المجلس بأغلبية الأصوات، وفي حالة التعادل يكون تصويت الرئيس مرجحا. تعقد جلسات المجلس سريا دون حضور عامة الناس. يقدم الرئيس كل عام إلى المجلس ميزانية الإيرادات والنفقات، بالإضافة إلى حسابات السنة المغلقة، والتي تقدم بعد ذلك إلى الباي للموافقة عليها. من صلاحيات رئيس المجلس إدارة أعمال الصالح العام وتوقيع العقود مع المقاولين، وكل ما يتعلق بالمذكرات والإيرادات والنفقات، وجمع الموارد المخصصة لصيانة المدينة.

في 2 يونيو 1872، تم إحداث إدارة مكلفة بتنظيف المدينة بأمر من محمد الصادق باي. تتكون البلدية من مجلس مركزي يترأسه رئيس البلدية ومجلس فرعي خاص بكل حي. حسب النص المحدث له، فإن أعضاء المجلس المركزي ينتخبون من قبل الشعب التونسي. المجلس الفرعي للحي الذي يقطنه الأوروبيون يتكون من عضو عن كل جنسية ممثلة بقنصل. هؤلاء الأعضاء هم منتخبون من قبل أعيان الجاليات الأوروبية ويصادق عليهم القناصلة. لا يوجد أي ينص يوضح كيفية انتخابهم، ولكن من المرجح جدا أن ذلك كان يتم بالتزكية أو في شكل رفع الأيدي.

### فترة الاستعمار
غداة انتصاب الحماية الفرنسية في 1881، أصبحت الشؤون المالية البلدية تدار من قبل متلقي فرنسي ابتداءًا من أكتوبر 1882. بعد توقيع اتفاقية المرسى في 8 يونيو 1883 والتي تفرض على الباي توقيع كل النصوص الصادرة من قبل المقيم العام الفرنسي في تونس، أصبح هذا الأخير هو من يعين المستشارين البلديين. كنتيجة لذلك، رفع الأمر العلي المؤرخ في 31 أكتوبر 1883 أعضاء المجلس البلدي إلى 17 عضوا منهم 8 أوروبيين. من بين الفرنسيين الأربعة المعينيين، إثنين منهما كانا نائبين للرئيس، الشيء الذي يضمن لهم السلطة الفعالة. على عكس المستشارين البلديين الأوروبيين الذين يتم تعيينهم بقرار، احتفظ التونسيون بطريقة الانتخاب، ويتم انتخاب أحدهم من قبل أعيان الجالية اليهودية.

الأمر العلي المؤرخ في 1 أبريل 1885، نظم طريقة عمل البلديات في كامل تراب الإيالة التونسية. احتفظ في البداية بالطريقة الانتخابية لتعيين المستشارين البلديين لبلدية مدينة تونس، قبل أن يتغير ذلك في 10 يونيو 1885 لتصبح الطريقة بالتعيين كباقي بلديات البلاد. أقر الأمر العلي تجديد ثلث أعضاء المجلس البلدي سنويا، ولكن لم يتم تطبيق ذلك، وأصبح التجديد آليا. في 1 يناير 1924، صدر قرار بتحديد سقف لتجديد عضوية المستشارين البلديين وذلك بثلاث مرات على أقصى تقدير، ولكن لم يتم تطبيقه أيضا.

بقي الأعضاء يعينون حتى 15 سبتمبر 1945، أين صدر أمر علي من قبل محمد الأمين باي يعطي مدينة تونس مجلسا بلديا مكونا من 18 عضوا تونسيا و18 عضوا فرنسيا كلهم منتخبون لمدة 6 سنوات، ما عدا شيخ المدينة الذي بقي يعين من قبل السلطة. إلا أن طريقة الانتخاب ليست نفسها لكل الأعضاء، حيث ينتخب الفرنسيون بالاقتراع العام، بينما ينتخب التونسيون باقتراع دافعي الضرائب واقتراع القدرات الذهنية.

تم الترفيع في أعضاء المجلس البلدي إلى 40 في 12 مارس 1953، ثم إلى 42 في 4 مارس 1954.

## الوظيفة
منذ إنشاء هذا المنصب من قبل مرسوم محمد باي بن حسين في 30 أغسطس 1858، تداول على بلدية تونس إحدى وثلاثون رئيسا تولوا:
- الاعتناء بشؤون المدينة.
- إدارة المصالح البلدية.
- المساهمة في التقدم الاجتماعي والاقتصادي والثقافي لمدينة تونس.

## القائمة

### فترة البايات
هنا في الأسفل قائمة شيوخ مدينة تونس حتى سنة 1885:
- 1821-1789 : حميدة الغماد
- 1847-1821 : حمودة العصفوري
- 1853-1847 : محمد العصفوري
- 1861-1853 : عميرة ثابت
- 1864-1861 : محمد الزهار
- 1866-1864 : إسماعيل معاوية
- 1867-1866 : حميدة سيالة
- 1870-1867 : الشاذلي الدلاجي
- 1884-1870 : محمد الدلاجي
- 1885-1884 : محمد العصفوري

في الأسفل يوجد قائمة رؤساء البلدية من سنة 1858 :
- 1865-1858 : الجنرال حسين
- 1869-1865 : محمد قارة
- 1881-1869 : العربي زروق

### فترة الحماية
- 1882-1881 : حسونة دالي
- 1883-1882 : حسونة لوزير
- 1885-1883 : محمد المبزع
- 1902-1885 : محمد العصفوري
- 1912-1902 : الصادق غيلب
- 1915-1912 : مصطفى الدنقزلي
- 1926-1915 : خليل بوحاجب
- 1932-1926 : الشاذلي العقبي
- 1934-1932 : علي السقاط
- 1935-1934 : عبد الجليل الزاوش
- 1941-1935 : مصطفى صفر
- 1941_1942 : محمد سعد الله
- 1943-1942 : العزيز الجلولي
- 1956-1943 : الشاذلي حيدر

### بعد الاستقلال
| الاسم | الاسم               | الانتماء السياسي | الانتماء السياسي                                    | بداية العهدة  | نهاية العهدة  | ملاحظات                                                                        |
| ----- | ------------------- | ---------------- | --------------------------------------------------- | ------------- | ------------- | ------------------------------------------------------------------------------ |
|       | أحمد الزاوش         |                  | الحزب الحر الدستوري الجديد                          | 1956          | 1957          |                                                                                |
|       | علي البلهوان        |                  | الحزب الحر الدستوري الجديد                          | 1957          | 1958          |                                                                                |
|       | أحمد الزاوش         |                  | الحزب الحر الدستوري الجديد                          | 1958          | 1963          |                                                                                |
|       | حسيب بن عمار        |                  | الحزب الحر الدستوري الجديد الحزب الاشتراكي الدستوري | 1963          | 1969          |                                                                                |
|       | فؤاد المبزع         |                  | الحزب الاشتراكي الدستوري                            | 1969          | 1973          |                                                                                |
|       | عز الدين العباسي    |                  | الحزب الاشتراكي الدستوري                            | 1973          | 1975          |                                                                                |
|       | حسن الممي           |                  | الحزب الاشتراكي الدستوري                            | 1975          | 1978          |                                                                                |
|       | صالح عويج           |                  | الحزب الاشتراكي الدستوري                            | 1978          | 1980          |                                                                                |
|       | زكريا بن مصطفى      |                  | الحزب الاشتراكي الدستوري                            | 1980          | 1986          |                                                                                |
|       | محمد علي بوليمان    |                  | الحزب الاشتراكي الدستوري                            | 1986          | 1988          |                                                                                |
|       | أحمد بالخوجة        |                  | الحزب الاشتراكي الدستوري التجمع الدستوري الديمقراطي | 1988          | 1990          |                                                                                |
|       | محمد علي بوليمان    |                  | التجمع الدستوري الديمقراطي                          | 1990          | 2000          |                                                                                |
|       | عباس محسن           |                  | التجمع الدستوري الديمقراطي                          | 2000          | 11 يناير 2010 |                                                                                |
|       | محمد الباجي بن مامي |                  | التجمع الدستوري الديمقراطي                          | 11 يناير 2010 | 8 أبريل 2011  |                                                                                |
|       | سيف الله الأصرم     |                  | مستقل                                               | 8 أبريل 2011  | 3 يوليو 2018  | عُيِّن كرئيس نيابة خصوصية بعد حل المجالس البلدية إثر الثورة التونسية في 2011.     |
|       | سعاد عبد الرحيم     |                  | حركة النهضة                                         | 3 يوليو 2018  | الآن          | أول امرأة تترأس بلدية تونس، انتخبت إثر أول انتخابات بلدية بعد الثورة التونسية. |

## مقالات ذات صلة
- قصر بلدية تونس

## روابط خارجية
- الموقع الرسمي لبلدية تونس
- الموقع الرسمي لمدينة تونس